# Ukazy (Czeberaki)
Ukazy – część wsi Czeberaki w Polsce, położona w województwie mazowieckim, w powiecie łosickim, w gminie Stara Kornica.
W latach 1975–1998 Ukazy administracyjnie należały do województwa bialskopodlaskiego.